# The Ultimate Fighter: Team Rousey vs. Team Tate Finale
The Ultimate Fighter: Team Rousey vs. Team Tate Finale è stato un evento di arti marziali miste tenuto dalla Ultimate Fighting Championship il 30 novembre 2013 al Mandalay Bay Events Center di Las Vegas, Stati Uniti.

## Retroscena
L'evento ospitò le finali dei tornei dei pesi gallo sia maschili, sia femminili della 18ª stagione del reality show The Ultimate Fighter.
Il main match doveva essere la sfida per il titolo dei pesi mosca tra Demetrious Johnson e Joseph Benavidez, ma l'incontro venne spostato all'evento UFC on Fox: Johnson vs. Benavidez II in quanto la sfida previsa su Fox Sports tra Anthony Pettis e Josh Thomson venne annullata.
Alcuni atleti che presero parte alla stagione de The Ultimate Fighter e che avrebbero dovuto esordire in questo evento non furono presenti causa infortunio, tra questi Shayna Baszler e Sarah Moras.

## Risultati
|                                           | Divisione                  |                   |                 |                   | Metodo                                      | Round           | Tempo           | Premio          |
| Card principale                           | Card principale            | Card principale   | Card principale | Card principale   | Card principale                             | Card principale | Card principale | Card principale |
| ----------------------------------------- | -------------------------- | ----------------- | --------------- | ----------------- | ------------------------------------------- | --------------- | --------------- | --------------- |
|                                           | Pesi Leggeri               | Nate Diaz         | batte           | Gray Maynard      | KO tecnico (pugni)                          | 1               | 2:38            | KOTN            |
| Finale del torneo The Ultimate Fighter 18 | Pesi Gallo Femmine         | Julianna Peña     | batte           | Jessica Rakoczy   | KO tecnico (pugni e gomitate)               | 1               | 4:59            |                 |
| Finale del torneo The Ultimate Fighter 18 | Pesi Gallo                 | Chris Holdsworth  | batte           | Davey Grant       | Sottomissione (rear naked choke)            | 2               | 2:10            | SOTN            |
|                                           | Pesi Gallo Femmine         | Jessamyn Duke     | batte           | Peggy Morgan      | Decisione unanime (30-27, 30-27, 30-27)     | 3               | 5:00            |                 |
|                                           | Pesi Gallo Femmine         | Raquel Pennington | batte           | Roxanne Modafferi | Decisione unanime (30-27, 30-27, 29-28)     | 3               | 5:00            |                 |
| Card preliminare                          |                            |                   |                 |                   |                                             |                 |                 |                 |
|                                           | Pesi Piuma                 | Akira Corassani   | batte           | Maximo Blanco     | Squalifica (ginocchiata illegale)           | 1               | 0:25            |                 |
|                                           | Pesi Piuma                 | Tom Niinimäki     | batte           | Rani Yahya        | Decisione non unanime (29-28, 28-29, 30-27) | 3               | 5:00            |                 |
|                                           | Pesi Massimi               | Jared Rosholt     | batte           | Walt Harris       | Decisione unanime (29-28, 29-28, 29-28)     | 3               | 5:00            |                 |
|                                           | Pesi Welter                | Sean Spencer      | batte           | Drew Dober        | Decisione unanime (30-27, 30-27, 30-27)     | 3               | 5:00            |                 |
|                                           | Catchweight (127,5 libbre) | Josh Sampo        | batte           | Ryan Benoit       | Sottomissione (rear naked choke)            | 2               | 4:31            | FOTN            |

## Premi
I lottatori premiati ricevettero un bonus di 50.000 dollari.
Sampo non venne premiato in quanto mancò il limite di peso e la sua quota venne data a Benoit, che così ricevette 100.000 dollari.
Legenda:
- FOTN: Fight of the Night (vengono premiati entrambi gli atleti per il miglior incontro dell'evento)
- KOTN: Knockout of the Night (viene premiato il vincitore per la migliore vittoria tramite KO dell'evento)
- SOTN: Submission of the Night (viene premiato il vincitore per la migliore vittoria tramite sottomissione dell'evento)

## Incontri annullati
|                                                   | Divisione   |                        |        |                  | Motivo                               |
| ------------------------------------------------- | ----------- | ---------------------- | ------ | ---------------- | ------------------------------------ |
| Sfida valida per il titolo di campione indiscusso | Pesi Mosca  | Demetrious Johnson (c) | contro | Joseph Benavidez | Posticipato                          |
|                                                   | Pesi Welter | Sérgio Moraes          | contro | Zak Cummings     | Entrambi gli atleti si infortunarono |